# Lijst van burgemeesters van Ameland
Dit is een lijst van burgemeesters van de Nederlandse gemeente Ameland in de provincie Friesland.
| Ambtsperiode | Naam burgemeester                                | Partij of stroming | Bijzonderheden |
| ------------ | ------------------------------------------------ | ------------------ | --- |
| 1851 - 1888  | Daniël Wigbold Crommelin baron van Heeckeren     |                    | Vanaf 1837 al grietman van Ameland                                                                                 |
| 1888 - 1894  | Daniël Jan Wigbold Crommelin baron van Heeckeren |                    | Voorheen burgemeester van Schiermonnikoog, later burgemeester van Westdongeradeel; zoon van zijn voorganger        |
| 1894 - 1898  | Roelof Brinkhuis                                 |                    | Voorheen ambtenaar ter secretarie te 's-Graveland, later burgemeester van Utingeradeel                             |
| 1898 - 1901  | J.A. (Koos) Drijber                              |                    | Voorheen gemeentesecretaris van Schiermonnikoog, later burgemeester van Stavoren, van Aengwirden en van Sliedrecht |
| 1901 - 1906  | Mr. Hendrik Kuipers                              |                    | |
| 1906 - 1942  | Johan Benjamin William Bolomeij                  |                    | |
| 1942 - 1945  | Bouk Bakker                                      | NSB                | |
| 1945 - 1955  | Roel (R.) Walda                                  | PvdA               | later burgemeester van Idaarderadeel                                                                               |
| 1955 - 1962  | Mr. Ferry (F.G.A.) Huber                         | CHU                | Later burgemeester van Goes                                                                                        |
| 1962 - 1973  | Mr. Johannes (J.) Siderius                       | PvdA               | |
| 1973 - 1976  | Drs. Pieter (P.) Zevenbergen                     | VVD                | |
| 1976 - 1985  | Mr. Hans (J.H.) Lesterhuis                       | PvdA               | |
| 1985 - 1993  | Mr. Michiel (M.) Zonnevylle                      | VVD                | |
| 1993 - 1994  | Bendiks (B.W.) Cazemier                          | CDA                | Waarnemend |
| 1994 - 2000  | Mr. Roel (R.S.) Cazemier                         | VVD                | |
| 2000 - 2001  | Drs. Bote (B.S.) Wilpstra                        | D66                | Waarnemend |
| 2001 - 2006  | Paul (P.J.J.) Verhoeven                          | VVD                | |
| 2006         | Hans (J.H.) Lesterhuis                           | PvdA               | Waarnemend |
| 2006 - 2018  | Albert (A.) de Hoop                              | D66                | |
| 2018 - 2020  | Gerard (G.) van Klaveren                         | VVD                | Waarnemend |
| 2020 - heden | Leo Pieter (L.P.) Stoel                          | VVD                | |